# 阿知和玄鉄
阿知和 玄鉄（あちわ げんてつ）は、戦国時代の三河国の武将。能見松平家の一族で、松平重吉の兄弟とされる。初名は重玄（しげはる）、通称は右衛門。娘は本多忠勝の妻になった。

## 生涯
『寛政重修諸家譜』（以後、『寛政譜』）では、能見松平家2代・松平重親の長男として掲げられており、3代・松平重吉は弟とされる。在所であった額田郡阿知和村（現在の愛知県岡崎市東阿知和町・西阿知和町付近）から「阿知和」を称した。阿知和村は岩津村（岡崎市岩津町付近）の南、矢作川支流青木川のほとりに所在し、延喜式内社の謁播（あつわ）神社が鎮座する村であり、青山忠門が領主であった百々村（岡崎市百々町）や、本多忠勝の出生地とされる西蔵前城（岡崎市西蔵前町）のある蔵前村は、いずれも青木川流域にあって阿知和村と隣接している。
元亀2年（1571年）、武田信玄の軍勢が三河国・遠江国に進攻し、3月には足助城（現在の豊田市足助町）などが陥落した（二連木城の戦いを参照）。この際、足助の住人の間には、武田氏に味方して岡崎を攻めようとする動きがみられた。このため徳川家康は、阿知和玄鉄と青山忠門に命じて岡崎北方の防衛に当たらせた。玄鉄と忠門は百々村に柵をめぐらせて兵士を配置し、斥候を立て、夜には篝火をたいて、岡崎への通路を警備した。果たして一揆勢は百々村に襲来したが、それ以上進むことはできなかったという。
次いで4月に遠江国で「郷民」が蜂起し、作手口から三河に乱入して岡崎に向かい、岩津村付近の各所に放火した。玄鉄は青山忠門・忠重兄弟および卯野小兵衛らとともに岩津村に急行して敵を打ち破った上、逃げる敵を追って「鈇礪山（よきとぎやま）」で戦った。『寛政譜』の青山家側の記載によれば、岩津村から鈇礪山にかけての戦いは厳しいもので、青山家は忠重をはじめ将兵に多くの死者を出し、忠門も阿知和村の左石において敵を討ち取った際に受けた傷がもとで死亡したという（ただし忠門の死には異説がある）。敵は吉田口から遠江へ退き、玄鉄と青山一族の奮戦は家康の御感をこうむったという。
その後、阿知和玄鉄は戦死したと伝えられているが、時期も死没地も不明である。

## 系譜
『寛政譜』は1男1女を載せる。息子の阿知和右衛門（呈譜によれば「玄以」）は本多忠勝に仕え「父と同じく討死す」とある。
女子（於久の方、院号は見星院）は本多忠勝の室となり2男3女、すなわち真田信之室（小松姫）・奥平家昌室・本多忠政・本多忠朝・本多信之室を生んだ。
『寛永譜』では玄鉄の子は息子の右衛門のみが挙げられており、本多忠勝室は玄鉄の孫娘（息子の右衛門の娘）とされている。
『士林泝洄』によれば、東条松平家（松平家忠・松平忠吉）に仕えて家老を務めた松平忠広（甚九郎、越中守）は玄鉄の子である（松平忠広参照）。